# Kurds

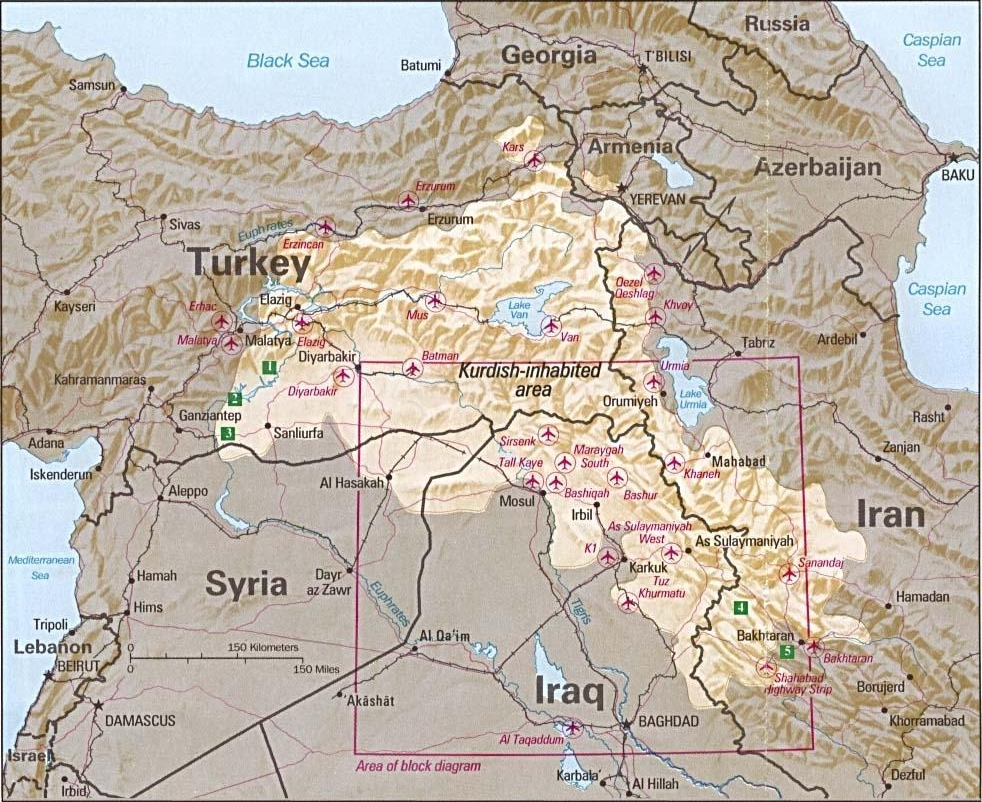
Zones habitades pels kurds l'any 1992

Els kurds són un poble d'origen indoeuropeu, possiblement descendent dels medes, que habita a la regió muntanyosa del Kurdistan, al sud-oest d'Àsia. La població kurda se situa entre 35 i 40 milions de persones, repartits principalment entre Turquia, l'Iran, l'Iraq i Síria. També existeix població kurda en una àrea geogràfica més extensa, que abasta des de les muntanyes Taurus fins a l'oest dels altiplans de l'Iran, i des de la muntanya Ararat fins al peu dels turons contigus a les planes mesopotàmiques, amb enclavaments significatius a l'extrem oriental de Síria i a Armènia i a la Província Autònoma de Najitxevan a l'Azerbaidjan. Existeix també una important diàspora de kurds fora del Kurdistan, principalment a estats europeus com Alemanya, Regne Unit o Suècia.
El poble kurd s'ha dedicat tradicionalment a la ramaderia nòmada, a l'artesania i al conreu, estructurat al voltant d'una organització social de tipus tribal que encara perdura. Arran de la islamització posterior a la conquesta àrab del Kurdistan el 636, els kurds són majoritàriament musulmans sunnites, tot i que encara queda un grup nombrós que preserven la religió tradicional kurda: el yazidisme.
Debilitats per la fragmentació entre diferents estats, els kurds han patit discriminacions i persecucions de manera repetida. Durant la Primera Guerra Mundial els kurds van donar suport als aliats en contra de Turquia per assolir, mitjançant el tractat de Sèvres, la independència de l'Imperi Otomà. L'acord, però, mai no fou ratificat i després de la guerra van tenir lloc dures represàlies turques contra els kurds.
«Kurd» significa 'heroi' en idioma persa.

## Llengua i distribució
Si bé els kurds es distingeixen per elements com la llengua, el kurd, hi ha variants idiomàtiques per tot el Kurdistan. A la regió kurda de Turquia es parla el kurmanji i a l'Anatòlia turca el zaza. Al nord de l'Iraq es parla el sorani i els kurds de l'Iran, a més del sorani i el kurmani, també parlen diferents dialectes al sud-est de l'estat. Totes aquestes llengües formen part de la branca de les llengües iràniques occidentals dins de les llengües iràniques, part de la família de llengües indoeuropees.
El poble kurd és la minoria ètnica més gran de l'Orient Mitjà que no es troba establerta en cap forma d'estat nació. Són entre 55 i 60 milions de persones (no existeixen censos rigorosos), aproximadament un 45% dels quals viuen a Turquia, un 25% a l'Iran, un altre 25% a l'Iraq i un 5% a Síria. Hi ha també una important diàspora kurda a l'Europa occidental, sobretot en estats com Alemanya, el Regne Unit i Suècia.
La ciutat de Piranxahr és la capital del districte de Mukerian.

## L'origen de la qüestió kurda a l'Orient Mitjà

### Eltractat de Sèvres

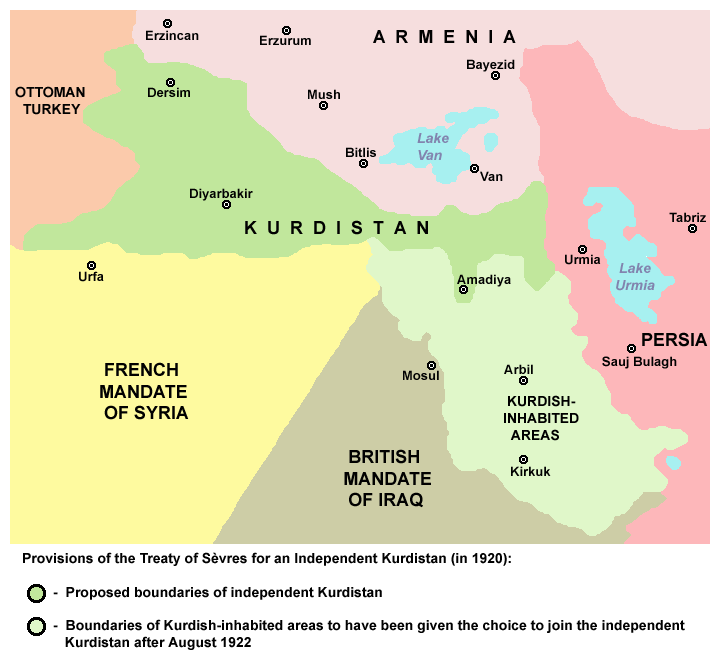
El Kurdistan independent segons el tractat de Sèvres del 1920)

Al final de la Primera Guerra Mundial les potències vencedores es van repartir l'Orient Mitjà en zones d'influència mitjançant els Acords de Sykes-Picot. Les conferències posteriors a la ciutat de Sèvres van discutir la manera com es repartirien els territoris que havien estat sota domini de l'Imperi Otomà. El president dels Estats Units, Woodrow Wilson, va enviar la Comissió King Crane per tractar en les negociacions la qüestió sobre la creació d'un estat armeni independent. Més tard, la comissió va recomanar la creació del Kurdistan en una quarta part del territori d'Anatòlia. El repartiment suggeria que ambdós estats serien administrats com a mandats dels Estats Units.
A la taula de negociacions, França va acceptar la creació d'un estat kurd, amb la reserva que no inclogués cap dels territoris kurds que havien estat garantits als francesos pel Abdallah I de Jordània. Els participants en la Conferència de Sèvres van ser Gran Bretanya, Estats Units (com a observador), França, Itàlia, Japó, Armènia, Bèlgica, Grècia, Hiyaz (avui Aràbia Saudita), Polònia, Portugal, Romania, l'estat serbo-croat-eslovè (més tard Iugoslàvia), Txecoslovàquia, Turquia i una delegació kurda que va actuar com a observadora en les discussions concernents al Kurdistan i Armènia. El resultat de la conferència va ser un llarg tractat de 433 articles, signat a Sèvres el 10 d'agost del 1920.
Encara que el tractat, i en concret l'article 62, va definir les fronteres i la hipotètica composició del futur Kurdistan, molts territoris amb aclaparadora majoria kurda situats a l'oest de l'Eufrates van ser arbitràriament exclosos. El Kurdistan concebut pel tractat hagués estat un país amb dues terceres parts del seu territori eliminades, incloent les seves àrees fèrtils i les seves tradicionals terres de pasturatge. A partir d'aquests fets, generacions senceres de grups nacionalistes kurds han recorregut a aquest tractat per presentar-lo com un reconeixement de la causa kurda al dret internacional.

## La lluita turca d'independència

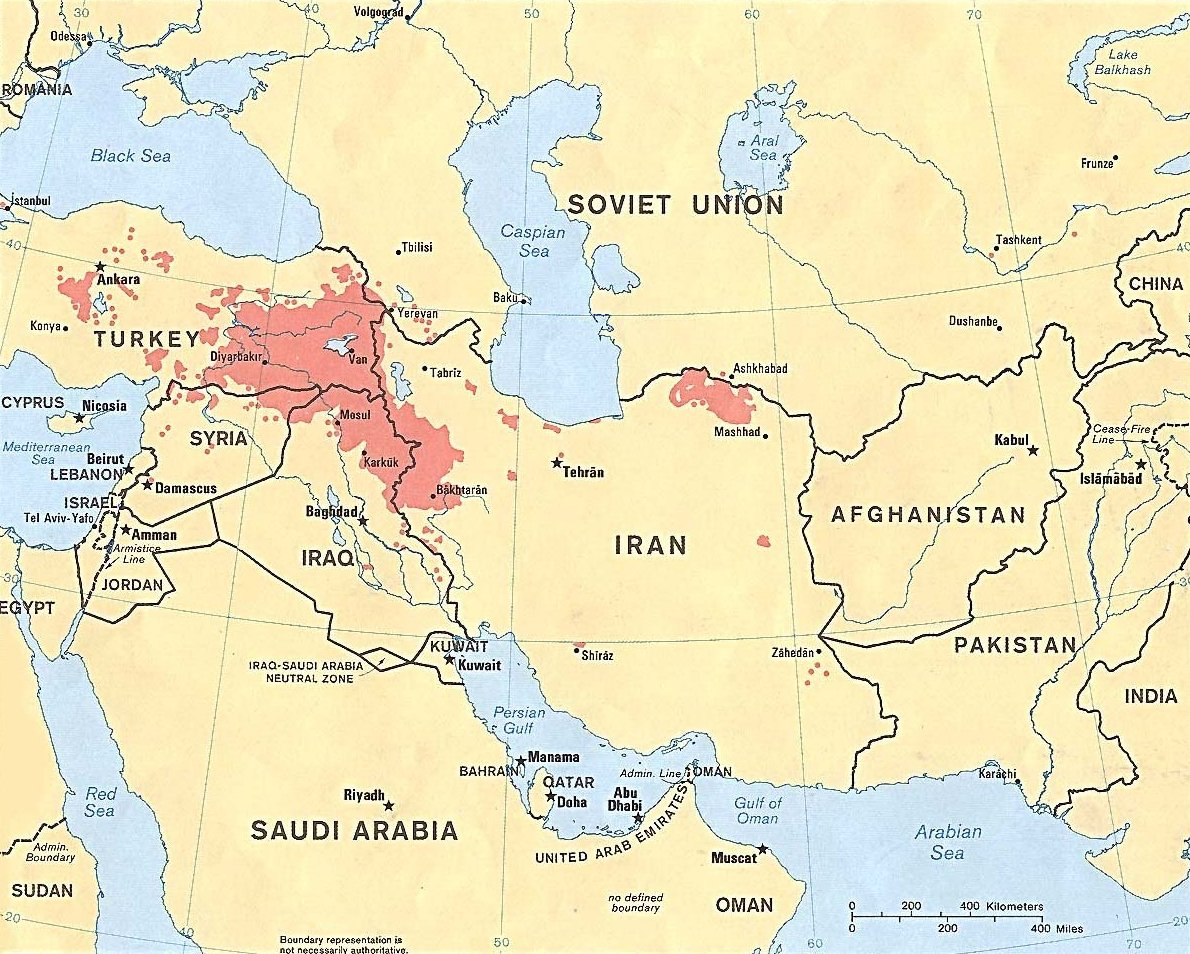
Zones habitades pels kurds l'any 1986

En resposta al tractat de Sèvres, el general Mustafa Kemal Atatürk i els grups nacionalistes turcs van posar en pràctica els seus plans per a l'alliberament de Turquia de l'ocupació estrangera, a conseqüència del desmembrament de l'Imperi Otomà. Mustafa Kemal va apel·lar a l'element religiós per unificar a kurds i turcs i va fer una crida encaminada a la completa unitat en la lluita contra els invasors de les "sagrades terres musulmanes".
La Guerra d'Independència turca va aconseguir la seva major victòria militar mitjançant la "gran ofensiva", que va culminar el 9 de setembre del 1922 amb la derrota de l'exèrcit grec a l'Egeu i a l'Anatòlia occidental. Per la seva banda, els aliats es van afanyar a reconèixer de facto la independència política de la nova república, tement que la Turquia kemalista pogués passar-se al camp soviètic. Sota aquest raonament, el tractat de Lausana, signat per la Gran Bretanya, França, Itàlia, Japó, Grècia, Romania, la República Serbo-croata-eslovena i Turquia el 24 de juliol del 1923 va reconèixer l'estat turc i va dividir el territori dels kurds. Al llarg de tota la guerra, els oficials turcs es van dedicar a combatre qualsevol "amenaça" emergent dins del territori, específicament la formació d'organitzacions o associacions expressament kurdes.
El tractat de Lausana va ser una victòria innegable per als turcs. Per als kurds, va marcar el començament d'una nova fase de submissió. Els articles del 40 al 45 especificaven que les minories en qüestió eren les "minories no musulmanes" (armenis, grecs, etc.). Les autoritats nacionalistes d'Ankara van refusar a incloure'ls entre les minories protegides per les estipulacions constitucionals. Alhora, les autoritats turques van adoptar polítiques demogràfiques tendents a encoratjar els turcs a tornar i a equilibrar el pes a favor seu en la nova república. A partir d'aquest moment la insurrecció kurda es va convertir en un fenomen endèmic dins del marc de l'Orient Mitjà, caracteritzat per aixecaments armats a Turquia, combinats amb períodes d'enfrontaments a l'Iran i a l'Iraq al llarg de tot el segle xx.

## Fets de la història moderna kurda

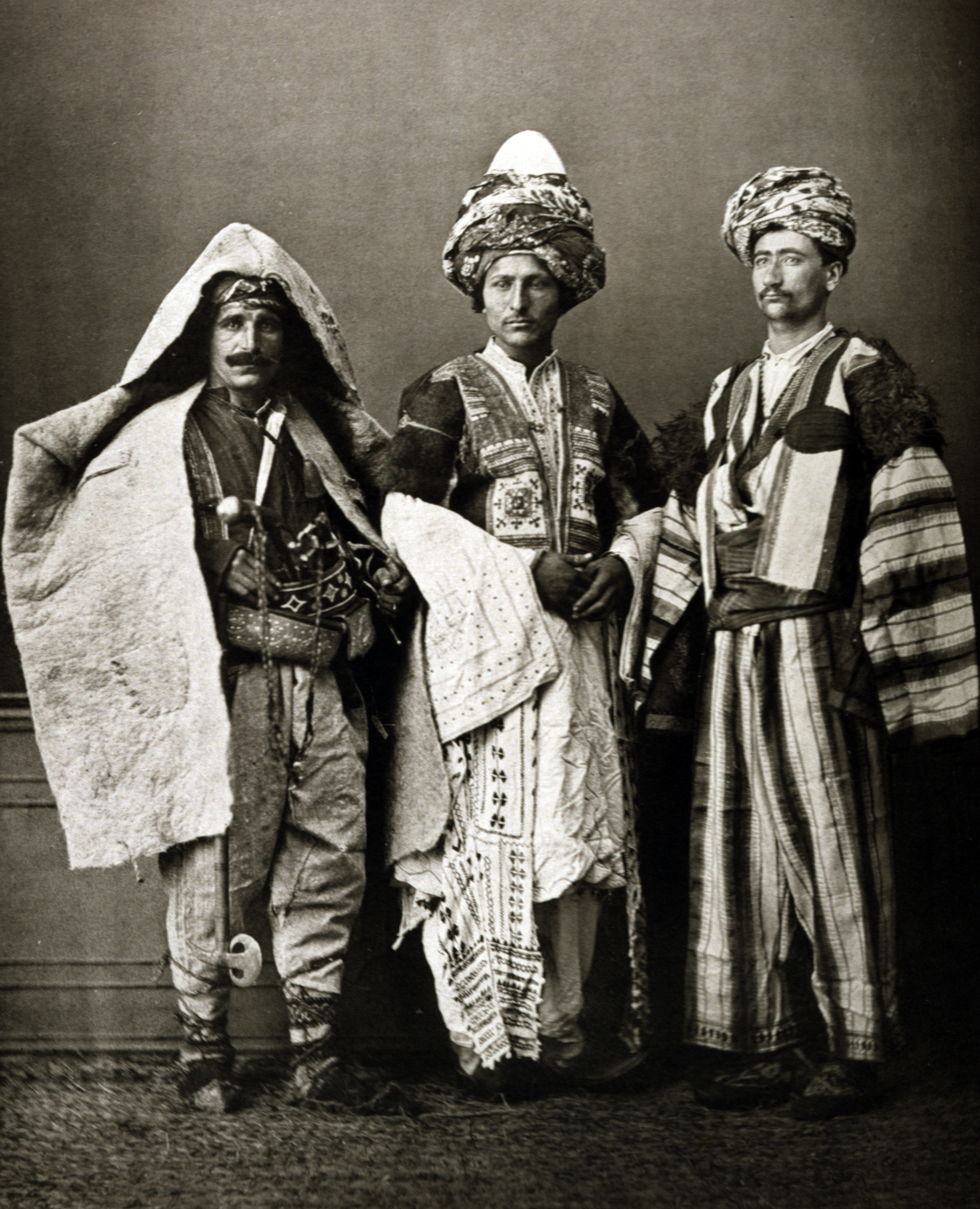
Kurds amb el vestit tradicional (1873)

- Tractat de Sèvres, 10 d'agost de 1920. Establia la creació d'un Kurdistan independent que comprengués l'Anatòlia sud-oriental (al sud del llac Van) i la regió de Mossul, però tot va quedar en no-res per diferències tribals i el rebuig del líder nacionalista turc Kemal Ataturk. En aquest període, els partits kurds es van dividir en dues branques: la partidària de mantenir la seva autonomia a Turquia i la que optava per la independència.

- 1945 - 1948: els kurds demanen davant l'ONU la independència del seu territori.
- 1945: es funda la República de Mahabad (Iran), d'un any de durada.
- 1961 - 1970: revolta kurda a l'Iraq.
- 1970: els kurds aconsegueixen el domini d'una regió autònoma a l'Iraq.
- 1975 - 1991: Primera guerra kurdoiraquiana entre els kurds i les forces armades de l'Iraq. Aquesta guerra va ser començada pels kurds.
- 1978: Abdullah Öcalan funda el Partit dels Treballadors del Kurdistan (PKK), que comença a operar a Turquia.
- Anys 1980: les guerrilles kurdes donen suport a l'OAP (Organització per l'Alliberament de Palestina) i, amb base a Síria, l'Iraq i l'Iran, realitzen centenars d'incursions armades al sud-est de Turquia.
- 1984: el PKK desencadena una guerra oberta contra Turquia.
- 1987: Deu províncies del Kurdistan turc es posen en estat d'emergència des del juliol de 1987 i tres províncies veïnes es poden sota el poder executiu del 'superprefecte' a Diyarbakir sota les condicions de l'estat d'emergència.[9]
- 1988: atacs amb armes químiques als kurds iraquians per part de Saddam Hussein.
- 1991: després de la Guerra del Golf, diverses faccions kurdes s'aixequen contra l'Iraq (Raperîn).
- 1992: faccions kurdes iraquianes constitueixen un govern.
- 1993: alto el foc del Partit dels Treballadors del Kurdistan.[10]
- 20 de març de 1995 Turquia envia 35.000 soldats a les regions controlades pels kurds del nord de l'Iraq per eliminar els 3.000 membres del PKK basats a la regió, i es retira dos mesos més tard.
- 12 d'abril de 1995: Parlament kurd a l'exili, constituït a la Haia.
- 29 de juny de 1995: es prorroga l'estat d'emergència.[9]
- Octubre 1998: Síria deixa de donar suport al PKK.
- Març de 1999: és capturat a Kenya el líder kurd Abdullah Öcalan. Jutjat a Turquia per alta traïció i assassinat, Öcalan va ser condemnat a mort, però la sentència està actualment apel·lada davant del Tribunal de Justícia Europeu.[Quan?]
- 7 d'abril de 2011: el president sirià Baixar al-Assad va promulgar un decret pel qual acorda donar la ciutadania als habitants d'origen kurd, de la qual estaven privats des de feia prop de mig segle al nord del país.

## Personatges kurds que han destacat en la història
- Saladí (1138-1193) o Salah al-Din Yusuf-al-ayyubí. Fill d'Ayyub, governador de Tikrit, i nebot de Shirkuh, lloctinent de Nur al-Din, senyor de Síria (1146-1174). Shirkuh prengué el control del Califat Fatimita d'Egipte (1169) en una campanya militar pagada per Nur al-Din. El mateix any, a la mort del seu oncle, Saladí el va succeir, va dissoldre el Califat del Caire (1171) i va ser proclamat sultà d'Egipte. Va entrar en disputa amb Nur al-Din, el seu senyor i, a la mort d'aquest (1174), va prendre el poder a Síria, al nord fins a Armènia, a l'oest fins a Mosul i el Kurdistan (1186), i amb gran part dels Estats Croats (1187). El sultà kurd, líder de l'estat més poderós d'Orient, morí a Damasc com un dels més grans herois de l'Islam.
- Ali ibn al-Athir (12 de maig de 1160-1233) va ser un historiador kurd musulmà nascut a Şırnak, Anatòlia.
- Jalal Talabani, president de l'Iraq.
- Ehmedê Xanî, escriptor, poeta i filòsof kurd.
- Nusrat Bhutto, antiga primera dama del Pakistan, iraniana d'ascendència kurda.
- Benazir Bhutto, primera ministra pakistanesa fins al seu assassinat el 2007, filla de Nusrat Bhutto.
- Tahir Elçi, advocat prokurd que fou assassinat a Diyarbakır quan feia un clam per aturar la violència entre Turquia i el PKK el novembre de 2015.